# Quintetto Tonight
Il "Quintetto Tonight" è un numero tratto dal musical West Side Story (1957), con musiche di Leonard Bernstein e testi di Stephen Sondheim.

## Critica
Carol J. Oja ha scritto che, "con il quintetto 'Tonight', Bernstein ha creato ancora una volta un capolavoro di ensemble, uno che rivaleggia con i migliori momenti del genere nell'opera europea". La sua osservazione fa eco alla precedente visione di Will Crutchfield. Nella sua recensione della performance in studio del 1984 di West Side Story, diretta dallo stesso Bernstein, Crutchfield scrisse che l'uscita della registrazione "è soprattutto un'occasione per celebrare una delle grandi opere del nostro secolo... Questa opinione è resistita accesamente, ma l'argomento migliore è qui sulle incisioni della musica stessa. Non vedo motivo per cui l'ensemble "Tonight" non debba essere paragonato al quartetto del Rigoletto."

## Trama
Basato sul duetto tra Maria e Tony all'inizio del musical "Tonight", le cinque parti del quintetto sono cantate dai Jets, dagli Sharks, Tony, Maria e Anita. La canzone inizia con le parti cantate a turno, quindi si sovrappongono e si costruisce la linea finale, "Tonight", cantata dall'ensemble con più armonie. I Jets e gli Sharks sono bande rivali che anticipano la "rissa" che risolverà una faida territoriale che si sta preparando da tempo tra loro. Entrambi i gruppi sono fiduciosi che la lotta finirà a loro favore. La canzone è usata per mostrare l'anticipazione per la prossima notte, che finirà per essere la parte culminante dello spettacolo.
Anita canta della sua attesa per il suo fidanzato, Bernardo, il capo degli Sharks, perché torni dopo la rissa. Lei sa che di solito lui è irritato dopo una lotta come questa e non vede l'ora di passare un po' di tempo intimo insieme e "avere i suoi calci". Nella versione cinematografica di West Side Story del 1961, Anita canta "Camminerà caldo e stanco, povero caro / Non importa se è stanco, basta che sia qui" invece che "Camminerà caldo e stanco, e allora / Non importa se è stanco, basta che sia caldo."
Tony, un membro dei Jets, si è innamorato di Maria, la sorella di Bernardo. Su richiesta di Maria, ha intenzione di andare alla rissa e fermare la lotta. Maria e Tony cantano della loro impazienza di vedersi dopo il ritorno di Tony; credono che dopo che Tony avrà interrotto la lotta, la tensione che circonda il loro amore proibito svanirà finalmente e la notte sarà "infinita". Sono frustrati dal momento apparentemente lento del presente mentre aspettano la notte che verrà. Gli elementi drammaticamente contrastanti in questa scena e la loro corrispondente presentazione in musica sono stati paragonati al trio "Cosa sento!" da Le nozze di Figaro di Mozart.

## Altri utilizzi
Parte della canzone è stata parodiata in un promo dell'evento WWE Royal Rumble del 2005 in cui le superstar di Raw e Smackdown si riuniscono per un combattimento fino a quando Vince McMahon si sveglia dalla sequenza del sogno e dice che non è il combattimento che aveva in mente.